# Jean-Roch
Жан-Рох Пе́дри более известный как Jean-Roch (родился в Тулоне, Франция 3 октября 1966 года.) — автор-исполнитель, диджей и продюсер электронной музыки итальянского происхождения. Также является основателем клубов «Vip Room» и лейбла «John-Roch Records».

## Карьера
В юности он стремился к спортивной карьере и стать профессиональным футболистом, но в 16 лет ему пришлось оставить спорт, чтобы
помочь семье в ресторанном бизнесе.
В 2003 году он выпустил свой дебютный сингл «Can You Feel It», в поддержку сборной Франции по футболу на Евро-2004, состоявшейся в Португалии. Позже вышел второй сингл «God Bless Rock’n’Roll», посвященный легендам рока. В 2008 году взял Ла Скала в Париже, превратив его в Vip Room Theatre площадью в 3000 квадратных метров, включающая бутик продукции Vip Room products, бар Hysteria и ресторан Le Gioia.
В 2010 году Жан-Рох выпустил сингл «My Love Is Over», а в мае 2011 года «I’m Alright» при участии Kat DeLuna и Flo Rida, которые вошли в альбом «Music Saved My Life». Кроме того, в альбоме приняли участие Snoop Dogg, Busta Rhymes, Pitbull, Fat Joe, Amerie, Fatman Scoop, Тимати и Nayer.

## Дискография

### Альбомы
| Год  | Название            | Чарт          | Чарт    |
| Год  | Название            | Бельгия (Wal) | Франция |
| ---- | ------------------- | ------------- | ------- |
| 2012 | Music Saved My Life | -             | 8       |

### Синглы
| Год  | Название                                    | Чарты         | Чарты   | Чарты     | Чарты  | Сертификация | Альбом              |
| Год  | Название                                    | Бельгия (Wal) | Франция | Швейцария | Швеция | Сертификация | Альбом              |
| ---- | ------------------------------------------- | ------------- | ------- | --------- | ------ | ------------ | ------------------- |
| 2003 | «Can You Feel It»                           | 12            | 5       | 45        | 36     |              | неальбомный сингл   |
| 2006 | «God Bless Rock’n’Roll»                     | —             | —       | —         | —      |              | неальбомный сингл   |
| 2010 | «My Love is Over»                           | 10            | 7       | —         | —      |              | Music Saved My Life |
| 2011 | «I’m Alright» (feat. Flo Rida & Kat Deluna) | —             | 33      | —         | —      |              | Music Saved My Life |
| 2012 | «Name of Love» (feat. Nayer & Pitbull)      | —             | 49      | —         | —      |              | Music Saved My Life |
| 2012 | «Saint-Tropez» (feat. Snoop Dogg)           | —             | —       | —         | —      |              | Music Saved My Life |
| 2012 | «8 Days a Week» (feat. Timati)              | —             | —       | —         | —      |              | Music Saved My Life |

### Видеоклипы
- 2010 — «My Love Is Over»
- 2011 — «Can You Feel It» (feat. Big Ali)
- 2011 — «I’m Alright» (feat. Flo Rida & Kat Deluna)
- 2012 — «Name of Love» (feat. Pitbull & Nayer)
- 2012 — «Saint-Tropez» (feat. Snoop Dogg)
- 2012 — «8 Days a Week» (feat. Timati)